# Liste der Biografien/Abs
Liste der Biografien |
Portal Biografien |
Personensuche
# |
A |
B |
C |
D |
E |
F |
G |
H |
I |
J |
K |
L |
M |
N |
O |
P |
Q |
R |
S |
T |
U |
V |
W |
X |
Y |
Z |
?
 
Aa |
Ab |
Ac |
Ad |
Ae |
Af |
Ag |
Ah |
Ai |
Aj |
Ak |
Al |
Am |
An |
Ao |
Ap |
Aq |
Ar |
As |
At |
Au |
Av |
Aw |
Ax |
Ay |
Az
 
Aba |
Abb |
Abc |
Abd |
Abe |
Abf |
Abg |
Abh |
Abi |
Abj |
Abk |
Abl |
Abm |
Abn |
Abo |
Abp |
Abr |
Abs |
Abt |
Abu |
Abw |
Aby |
Abz
Die Liste der Biografien führt alle Personen auf, die in der deutschsprachigen Wikipedia einen Artikel haben. Dieses ist eine Teilliste mit 56 Einträgen von Personen, deren Namen mit den Buchstaben „Abs“ beginnt.

## Abs
- Abs, Carl (1851–1895), Ringer
- Abs, Hermann Josef (1901–1994), deutscher Bankmanager, Statthalter des Ritterordens vom Heiligen Grab zu Jerusalem
- Abs, Hermann Josef (* 1968), deutscher Erziehungswissenschaftler und Hochschullehrer
- Abs, Johann Christian Josef (1781–1823), deutscher Pädagoge
- Abs, Josef (1862–1943), deutscher Manager, Rechtsanwalt und Wirtschaftsfunktionär
- Abs, Josef (* 1889), deutscher Indologe, Kolonialwissenschaftler und Missionskaplan
- Abs, Otto (1891–1966), deutscher Mediziner
- Abs-Wurmbach, Irmgard (1938–2020), deutsche Mineralogin und Hochschullehrerin

### Absa
- Absa, Moussa Sène (* 1958), senegalesischer Filmemacher, Schauspieler, Drehbuchautor, Regisseur und Produzent
- Ab'Sáber, Aziz (1924–2012), brasilianischer physischer Geograph
- Absaidow, Saipulla Atawowitsch (* 1958), russischer Ringer
- Absalem, Amir (* 1997), niederländisch-marokkanischer Fußballspieler
- Absalimow, Eduard Maratowitsch (* 1984), russischer Boxer
- Absalom-Meister, Maler des Spätmittelalters
- Absalon (1964–1993), israelischer Installationskünstler, Videokünstler und Bildhauer
- Absalon von Lund (1128–1201), Bischof von Roskilde und Erzbischof von Lund
- Absalon, Hilde (1935–2017), bildende Künstlerin
- Absalon, Julien (* 1980), französischer MountainbikerJulien Absalon (* 1980)

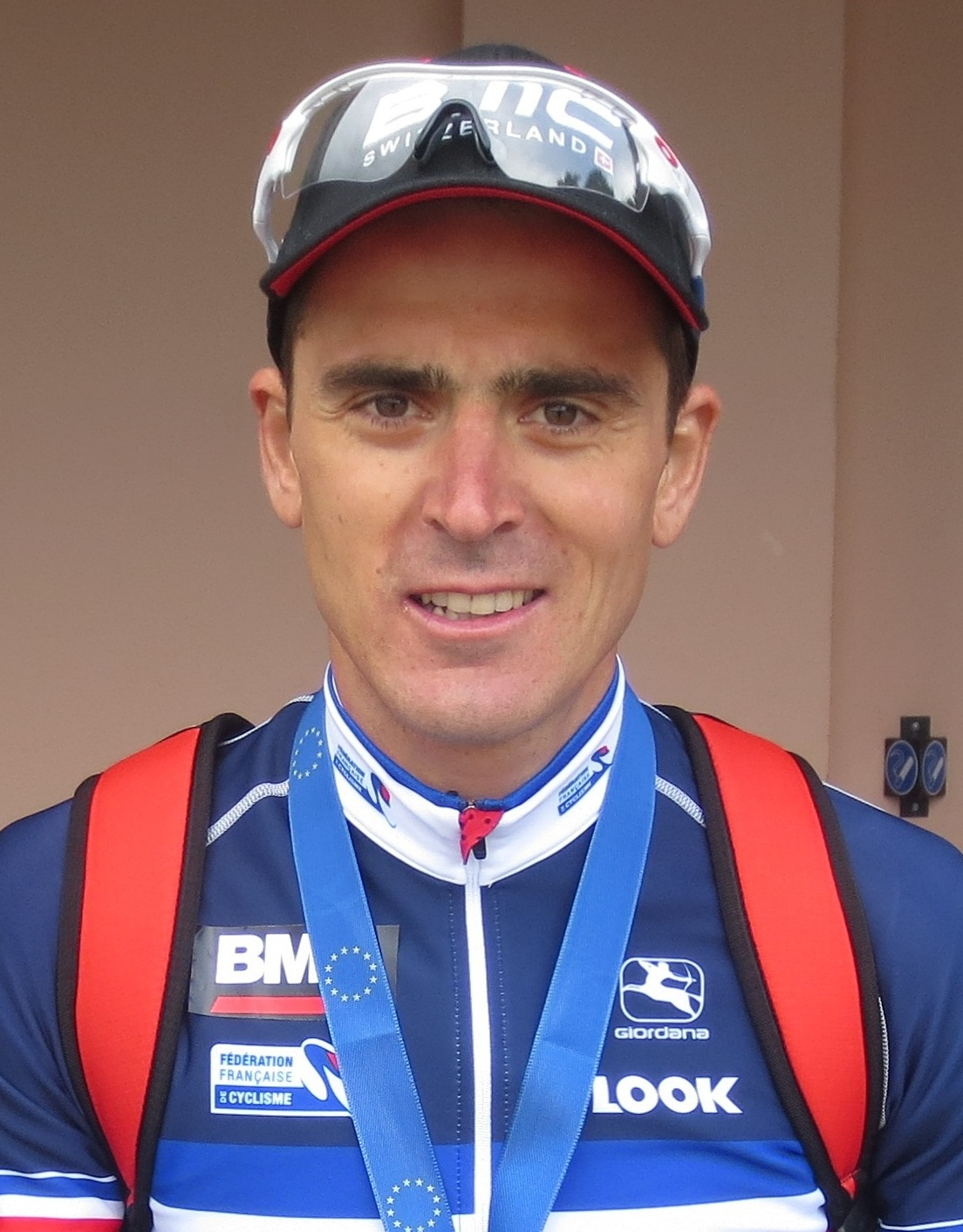
Julien Absalon (* 1980)

### Absb
- Absberg, Hans Christoph von († 1562), Spross aus der Familie von Absberg
- Absberg, Hans Veit von († 1647), Spross aus der Familie von Absberg
- Absberg, Heinrich IV. von (1409–1492), Bischof von Regensburg
- Absberg, Thomas von (1477–1531), Raubritter

### Absc
- Abschalom, Sohn DavidsAbschalom

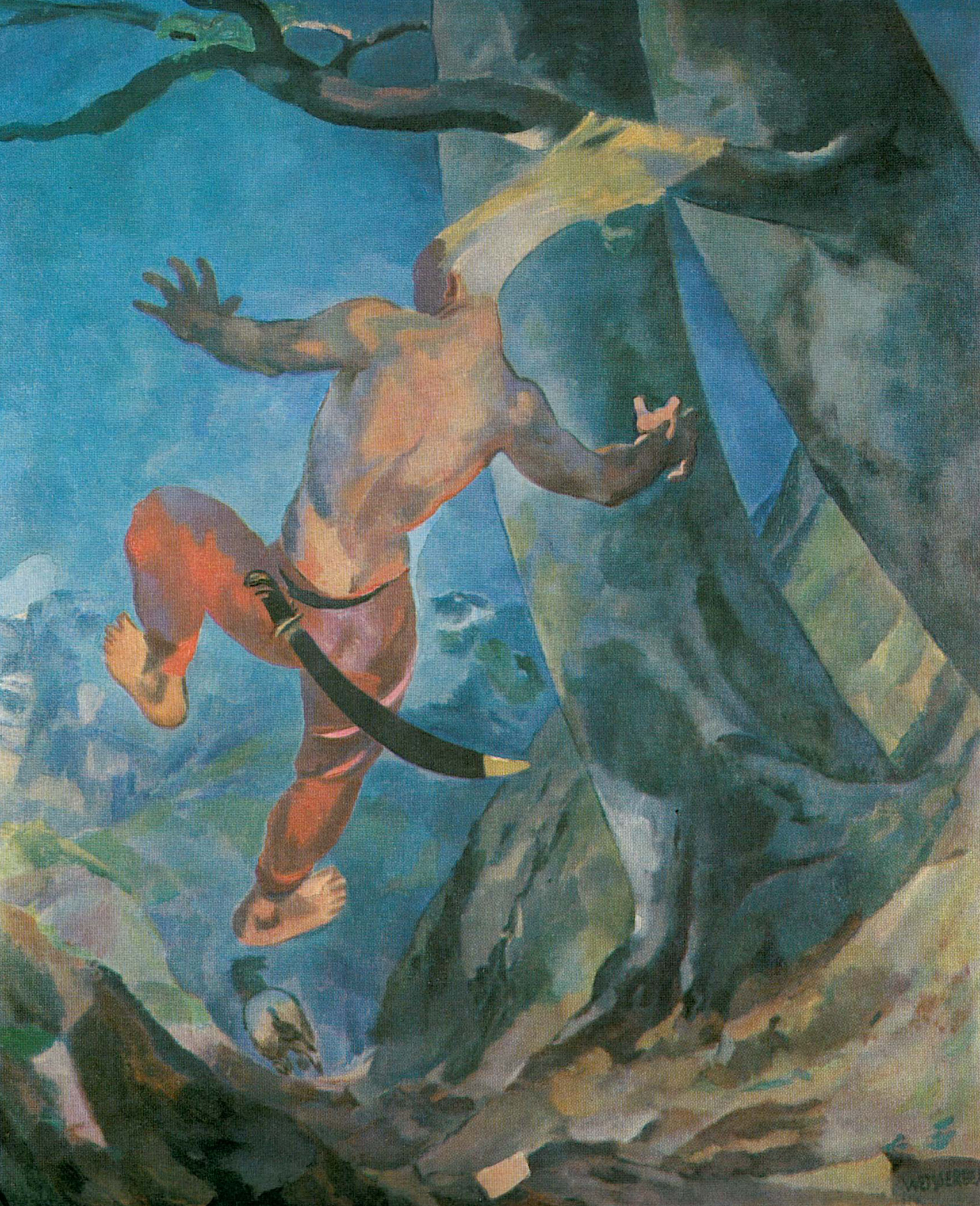
Abschalom

- Abschatz, Hans Aßmann von (1646–1699), deutscher Lyriker und Übersetzer des Barocks

### Abse
- Abse, Dannie (1923–2014), britischer Schriftsteller
- Abse, Leo (1917–2008), walisischer Anwalt, Politiker, Mitglied des House of Commons und Autor
- Äbsejit, Almas (* 1989), kasachischer Billardspieler
- Absenger, Alexander (* 1985), österreichischer Schauspieler
- Absenger, Anton (1820–1899), österreichischer Komponist

### Absh
- Abshagen, Hans Ulrich (1926–2017), deutscher Manager, Literaturwissenschaftler und Autor
- Abshagen, Karl Heinz (1895–1976), deutscher Jurist, Journalist, Reiseschriftsteller und Biograf
- Abshagen, Olaf (* 1983), deutscher Handballtorwart
- Abshagen, Otto (1883–1940), deutscher Bankmanager
- Abshagen, Robert (1911–1944), deutscher Kommunist und Widerstandskämpfer gegen den Nationalsozialismus
- Abshagen, Rudolf (1909–1987), deutscher Psychologe
- Abshagen, Wolfgang (1897–1945), deutscher Offizier der Wehrmacht, Beteiligter an der Vorbereitung des Attentats vom 20. Juli 1944
- Abshero, Ayele (* 1990), äthiopischer Langstreckenläufer
- Abshire, David M. (1926–2014), US-amerikanischer Diplomat und Präsident der Richard Lounsbery Foundation
- Abshire, Nathan (1913–1981), US-amerikanischer Akkordeonspieler

### Absi
- Absil, Jean (1893–1974), belgischer Komponist, Organist und Musikpädagoge
- Absil, Walter (1924–2015), österreichischer Holocaust-Überlebender

### Absm
- Absmeier, Max (1920–2012), deutscher katholischer Geistlicher

### Abso
- Absolom, Joe (* 1978), britischer Schauspieler
- Absolon, Anna (* 1938), deutsche Politikerin (CDU)
- Absolon, Johann (* 1747), böhmischer Musiker
- Absolon, Karel (1877–1960), tschechoslowakischer Prähistoriker, Geologe und Speläologe
- Absolon, Kurt (1925–1958), österreichischer Maler und Graphiker
- Absolon, Rudolf (1918–1999), deutscher Militärhistoriker und Archivar
- Absolonová, Andrea (1976–2004), tschechische Turmspringerin, Pornodarstellerin und FotomodelAndrea Absolonová (1976–2004)

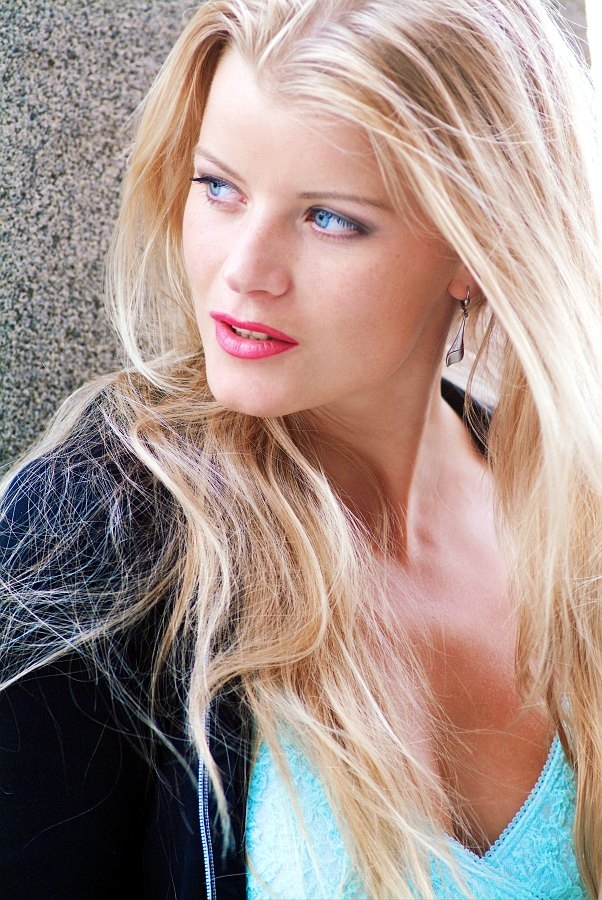
Andrea Absolonová (1976–2004)

- Absolonová, Carmen (* 1995), slowakische Fußballspielerin

### Absp
- Abspacher, Monika, deutsche Filmeditorin

### Abst
- Abstract Rude, US-amerikanischer Rapper
- Abstreiter, Gerhard (* 1946), deutscher Halbleiterphysiker
- Abstreiter, Peter (* 1980), deutscher Eishockeyspieler
- Abstreiter, Sandra (* 1998), deutsche Eishockeytorhüterin
- Abstreiter, Tobias (* 1970), deutscher Eishockeyspieler